# モンゴル国におけるLGBTの権利
モンゴル国のレズビアン、ゲイ、バイセクシャル、トランスジェンダー（LGBT）の人々には、非LGBTの人々にはない法的課題が存在している。男性間および女性間の性的行為は2002年より非犯罪化されたが、同性カップルや、同性カップルを長とする家族に対しては異性間のカップルが享受できる法的保護を得ることができない。

## 同性間のリレーションシップの承認
同性結婚やシビル・ユニオンなどの法的承認はない。婚姻についてモンゴル国の憲法では「婚姻は法で規定された年齢に達した両人の平等で同意に基づく。国家は家族や母親および子供の保護を行なう。」と規定している。

## LGBT団体
モンゴル国内で活動するLGBTの権利擁護団体として少なくとも2団体が存在し、そのうち一つは "Tavilan"  という名称で活動している。

## 差別保護法
2017年から施行されている刑法第14条1項1号は、性的指向および性同一性に基づくあらゆる差別を禁止しており、さらに、被害者の性的指向および性同一性に対する憎悪を動機とした殺人に対する刑罰を重く規定している。
2022年以降、労働法第6条は性的指向、性同一性、性表現に基づく差別を禁止している。

## 同性愛に対する感情
モンゴル人民共和国時代において同性愛は違法であった。規制の度合いについては不明である。その後2002年に合法化された。
モンゴル国内でLGBTの人々の可視化は進んでいない。国内のホモフォビアは比較的少ないものの、LGBTの西洋人旅行者のレポートにおいても、同性愛を公にする人々はあまり見られなかったと報告されている。